# まころん
まころんとは、泡立てた卵白にラッカセイもしくはアーモンド・砂糖・小麦粉（これらだけでなく、バターを用いるメーカーもある）を加えて小球形に焼いた和菓子。
西洋菓子のマカロンが日本で独自の発展を遂げたものと考えられるが、製法そのものはマカロンの原型とされるイタリアのアマレッティに近い。上記の原料で作るプレーンタイプ以外にも、抹茶・ゴマ・ココナッツなどのバリエーションがある。
日本に伝来した時期や経緯は不明だが、太平洋戦争前には、すでに各地の製菓会社で製造販売されていたと見られる。ヨーロッパではアーモンドを用いたが、伝来当時の日本ではアーモンドが入手困難であったため、ラッカセイを用いるようになったといわれる。